# پرتون، استافوردشر
پرتون (به انگلیسی: Perton) یک روستا و محله مدنی در بریتانیا است که در South Staffordshire واقع شده‌است. پرتون ۱۰٬۶۸۶ نفر جمعیت دارد.